# Kettla Ness
Kettla Ness är en udde på ön West Burra, i Storbritannien. Den ligger  17 kilometer sydväst om Lerwick i kommunen Shetlandsöarna i Skottland.